# Navia saxicola
Navia saxicola är en gräsväxtart som beskrevs av Lyman Bradford Smith. Navia saxicola ingår i släktet Navia och familjen Bromeliaceae. Inga underarter finns listade i Catalogue of Life.